# A Touch of Frost
A Touch of Frost was een Britse politieserie met in de hoofdrol David Jason als Inspector Jack Frost. De serie is gebaseerd op de boeken van R.D. Wingfield. De eerste aflevering van deze serie werd gemaakt in 1992 evenals drie resterende afleveringen die samen het eerste seizoen vormden. De serie telt 40 afleveringen, verspreid over 15 seizoenen. 
Alle opnamen voor A Touch of Frost werden gemaakt in Leeds, dat het fictieve stadje "Denton" voorstelt.

## Karakter

### Werkwijze
Frost is een ietwat onconventionele politie-inspecteur die met al dan niet geoorloofde middelen steevast zijn doel bereikt: boeven vangen. Frost is aan de buitenkant een harde man die het vooral moet hebben van zijn intuïtie. Frost probeert meestal de dader te vinden door diens drijfveren te zoeken.

### Collega's
Frost heeft een moeilijke relatie met zijn direct leidinggevende, commissaris Mullett. Deze heeft er moeite mee dat Frost zijn werk niet altijd volgens de regels doet, hoewel Frost toch menigmaal een zaak oplost. Zo stuit het hem tegen de borst dat Frost vaak niet om versterking roept, terwijl dit wel nodig is of dat Frost geen kogelwerend vest draagt, als hij de confrontatie aangaat met een crimineel. 
Toch kan Mullet Frost niet zomaar laten vallen, wegens de bewondering van de hoofdcommissaris voor Frost en diens heldendaad. Frost werkt vaak samen met verschillende collega's; vaak zijn dat politiemensen uit andere regio's die tijdelijk in Denton werkzaam zijn. Frost laat zijn collega's, zeker als ze lager in rang zijn, vaak zijn telefoon opnemen of thee voor hem halen.

### Onderscheiding
Frost is, wegens een heldendaad in het verleden, bezitter van het Georgekruis. Daardoor is de hoofdcommissaris erg op hem gesteld en kan Frost verzekerd blijven van zijn baan, hoewel zijn directe chef Mullet moeite heeft met Frosts eigen interpretatie van het politievak. Zelf geeft Frost niet zo erg om zijn medaille en laat deze, net als vele objecten, los in zijn huis of in zijn kantoorruimte rondslingeren.

### Relaties
Na het overlijden van zijn vrouw onderhoudt Frost relaties met verschillende vrouwen. Hij probeert het voor langere tijd met de verpleegster van het ziekenhuis waar zijn vrouw verbleef. Na een tijd besluiten de twee ieder hun eigen weg te gaan. Ook wat relaties aangaat kan Frost zijn emoties moeilijk uiten en vrouwen vinden hem moeilijk in de omgang. Gelukkig voor hem ontmoet Frost in het laatste seizoen de liefde van zijn leven.

## Einde van de serie
Na in ruim veertig afleveringen de knorrige rechercheur Jack Frost te hebben gespeeld, stopte de 70-jarige acteur David Jason er na 17 jaar mee. Op een persconferentie in Londen maakte hij het bekend. "Het is tijd voor Frost om zijn jas en sjaal aan de kapstok te hangen, jullie zouden me toch niet willen zien als inspecteur Frost in een rolstoel?"
De vijftiende en laatste reeks van de serie werd in Engeland met Pasen 2010 uitgezonden. In deze laatste aflevering is te zien dat Frost definitief stopt bij de politie en lang en gelukkig verder wil leven met zijn nieuwe partner. Om het einde geheim te houden werden drie verschillende eindscènes opgenomen, waarbij alleen de regisseur en David Jason wisten welke de "echte" zou gaan worden. Pas op de dag van de uitzending werd het definitieve einde bekendgemaakt.

## Acteurs
In A Touch of Frost deden veel acteurs mee. Toch kwam een aantal acteurs wel regelmatig terug in de serie. Hieronder staan de meest terugkerende acteurs en de rollen die zij speelden.
| Personage + functie              | Acteur          | Seizoenen  |
| -------------------------------- | --------------- | ---------- |
| Detective Inspector Jack Frost   | David Jason     | 1- 15      |
| Superintendent Norman Mullett    | Bruce Alexander | 1- 15      |
| Pathologist Derek Simpkins       | David Gooderson | 1- 12      |
| Detective Sergeant George Toolan | John Lyons      | 1- 6, 8-15 |
| Sgt. Don Brady                   | James McKenna   | 1- 15      |
| Shirley Fisher                   | Lindy Whiteford | 1- 7       |
| Sgt. Ernie Trigg                 | Arthur White    | 1- 15      |
| Dokter McKenzie                  | David McKail    | 1-13       |
| Journalist Sandy Longford        | Bill Stewart    | 1-7        |

## Gastrollen
Hieronder staan de overige rollen van A Touch of Frost vermeld.
- DCI Jim Allen - Neil Philips (5 afl.)
- DCI Charles Hawkes - Matthew Marsh (acteur) (3 afl.)
- DCI Jim Peeters - Nigel Harrison (4 afl.)
- DS Sandy Gilmore - Tony Hawgarth (1 afl.)
- DS/WPC Hazel Wallace - Caroline Harker (11 afl.)
- DC/DS Clive Barnard - Matt Bardock (4 afl.)
- DS Maureen Lawson - Sally Dexter (3 afl.)
- DS Frank Nash - Neil Stuke (1 afl.)
- DS Rab Prentice - Russel Hunter (1 afl.)
- DS Liz Maud - Susannah Doyle (2 afl.)
- DS Bill Sharpe - Philip Jackson (2 afl.)
- DS Bill Dorridge - Paul Jesson (3 afl.)
- DS Terence Reid - Robert Glenister (4 afl.)
- DS Annie Marsh - Cherie Lunghie (1 afl.)
- Sgt. Bill Wells - Paul Moriarty (15 afl.)
- Sgt. Arthur Hanlon - Bill Roarke (10 afl.)
- Sgt. Jonnie Johnson - Stuart Barren (10 afl.)
- PC Timmy Lambert - Martin Moss (2 afl.)
- PC Chris Jordan - Ian Driver (4 afl.)
- PC Keith Stringer - Christopher Rickwood (5 afl.)
- PC Mike Austin - Colin Buchanan (3 afl.)
- Donny Craven - Ian Mercer (1 afl.)
- WPC Claire Toms - Collete Brown (1 afl.)
- WPC Lindsey Hunter - Katrina Levon (1 afl.)
- WPC Elisabeth Brent - Jan Graveson (1 afl.)
- WPC Annie Holland - Mirande Pleasance (2 afl.)
- WPC Susan Kavanagh - Georgia McKenzie (2 afl.)
- WPC Harmison - Emily Corrie (1 afl.)
- DC Andy Webster - George Anton (1 afl.)
- DC Mark Howard - John Sothertorn (9 afl.)
- DC Carl Tanner - Lennie James (1 afl.)
- DCI/DC Frank Costello - Neil Dudgeon (1 afl.)
- DC Mike Ketley - Jim Shepley (4 afl.)
- DC Tony Collier - Michael D'ath (2 afl.)
- DC Ronnie Lonnegan - Michelle Joseph (2 afl.)
- DC Jasper Tranter - Nicholas Burns (1 afl.)
- DC Robert Presley - Blake Ritson (1 afl.)

## Trivia
- In de beginleader is een shot te zien van het Georgekruis.
- Als Frost iets van zijn collega's gedaan wil hebben, roept hij vaak "chop chop".
- In een artikel in The Daily Telegraph liet de schrijver R.D. Wingfield weten dat hij niets tegen David Jason als vertolker van inspecteur Frost heeft, maar dat dit niet "zijn Frost" is.
- De KRO noemt de laatste aflevering op zijn site "de laatste aflevering van seizoen 14"; de afleveringen van seizoen 12 en 13 worden daar onder seizoen 12 geplaatst zodat de hierna volgende afleveringen één seizoen verschoven zijn)[2]
- Acteur Arthur White, die de rol Sgt. Ernie Trigg speelt, is in het echte leven de broer van David Jason.
- Gedurende de seizoenen speelden er veel acteurs een bijrol, opvallend is dat Neil Dudgeon, Nathaniel Parker, Michael Kitchen en Colin Buchanan later zelf ook inspecteur werden in hun eigen serie. Ook Jane Wymark, vrouw van inspecteur Tom Barnaby had een gastrol.